# Krbavski pijor
Krbavski pijor (latinski: Telestes fontinalis) endemska je vrsta šaranke dunavskog slijeva i Hrvatske te stenoendemska vrsta koja obitava u krškim izvorima i tekućicama Krbavskog polja u Lici.

## Opis
Leđa i bokovi su obojeni tamno do crno. Na boku se nalazi široka pruga koja se pruža od područja iza glave do repnog drška. Pigmentirani dio tijela s donje strane nema jasnu granicu, pigmentne točke se pružaju do gornje granice prsnih peraja. Peritoneum je obojen intenzivno crno. Tijelo je izduženo i bočno spljošteno. Leđa iza glave su izbočena. Glava je uska i izdužena, duljina značajno prelazi maksimalnu visinu tijela. Repni držak je 1,7 puta dulji nego što je visok. Oči su male, dok je promjer oka značajno manji od duljine rostruma. Usta su supterminalna, donja čeljust duga, dužina značajno veća od visine operkuluma. Tijelo je potpuno prekriveno ljuskama, ljuske su vidljive iako male i slabo osificirane. Ljuske su međusobno šire postavljene u području ispred prsnih i trbušnih peraja. Ventralni greben ispred trbušnih peraja je slabo izljuskan. Bočna pruga je isprekidana i nepotpuna te završava u razini iznad trbušnih peraja ili ponekad podrepne peraje, rijetko sa segmentima na repnom dršku. Broj ljuski u bočnoj pruzi iznosi (17)23-37(56). Leđna i podrepna peraja su građene od 3 nerazgranate i 7 ½ razgranatih šipčica.
Krbavski pijor se od drugih srodnih vrsta razlikuje prema sljedećim karakteristikama: tanke i nepreklapajuće ljuske, koža nije zadebljana, ljuske jasno vidljive i prekrivaju cijelo tijelo, često usko do široko odvojene u području ispred prsnih peraja, prisutna uočljiva pruga na boku koja se pruža od oka do repnog drška, leđna i podrepna peraja građene od 3 nerazgranate i 7 ½ razgranatih šipčica, usta supterminalna, bočna pruga isprekidana s 23 – 37 ljuski.

## Seksualni dimorfizam
Genitalna papila nije prisutna kod mužjaka i ženki. Prsne peraje su kod mužjaka duže (21 – 23 % SL (standard length, standardna duljina)) od prsnih peraja kod ženke (13 – 16 % SL), iako kod oba spola prsne peraje ne dosežu do baze trbušnih peraja. Trbušne peraje kod mužjaka (15 – 16 % SL) dosežu do analnog otvora, dok su kod ženki trbušne peraje kraće (13 – 14 % SL). Kod mužjaka su u periodu mrijesta prisutne male, slabe mrijesne kvržice na području gornjeg dijela glave i leđa te veće mrijesne kvržice na području operkuluma.

## Stanište i ekologija
Krbavski pijor obitava u krškim izvorima i tekućicama na Krbavskome polju. U ljetnim i zimskim sušnim mjesecima ribe ulaze u izvore i zadržavaju se u podzemnim vodama. Ostatak godine obitava u sporotekućim i stajaćim vodama u kojima se razmnožava i hrani. Vjerojatno se hrani manjim vodenim beskralješnjacima.

## Ugroženost i zaštita
Unos alohtonih vrsta u vodotoke Like uzrokovao je smanjenje prirodnih staništa i smanjio areal krbavskog pijora, naročito zbog unosa potočne (Salmo trutta) i kalifornijske pastrve (Oncorhynchus mykiss). Unos alohtonih vrsta, degradacija staništa i smanjenje kvalitete vode u kombinaciji s vrlo malim arealom su glavni uzroci ugroženosti. Također, sve veći problem je i onečišćenje podzemnih staništa i vodotoka.
Prema IUCN-ovom kriteriju B1ab(i,ii,iv)+2ab(i,ii,iv) krbavski pijor je na globalnoj i europskoj razini svrstan u kategoriju kritično ugroženih (CR) vrsta.  Vrsta je međunarodno zaštićena Europskom direktivom o zaštiti staništa (Dodatak II).